# لوسيانو روميرو
لوسيانو روميرو (بالإسبانية: Luciano Romero)‏ (مواليد 28 أغسطس 1993)، هو لاعب كرة قدم كان يلعب كلاعب وسط.

## وصلات خارجية
- لوسيانو روميرو على موقع رابطة كرة القدم اليابانية للمحترفين (اليابانية)
- لوسيانو روميرو على موقع قاعدة بيانات كرة القدم.إي يو (الإنجليزية)
- لوسيانو روميرو على موقع Soccerway.com (الإنجليزية)
- لوسيانو روميرو على موقع عالم كرة القدم.نت (الإنجليزية)